# Malavi
Malavi, uradno Republika Malavi, je suverena država v južni Afriki. Na severozahodu meji na Zambijo, na severovzhodu na Tanzanijo ter na vzhodu, jugu in zahodu na Mozambik, ki ga od Malavija ločuje jezero Malavi (tudi Njaško jezero). Izvor imena Malavi ni jasen; bodisi izvira od južnih plemen ali pa od »bleska Sonca, ko vzhaja nad jezerom« (upodobljeno tudi na zastavi). Malavi je gosto poseljena država z demokratično izvoljeno vlado in predsedniškim sistemom.

## Zgodovina
Staroselska bantujska ljudstva so proti koncu 15. stoletja ustanovila državo Malavi, ki je poleg današnjega ozemlja obsegala tudi predele Zambije, Zimbabveja in Tanzanije, vendar je že v 16. stoletju začela razpadati. Severovzhod Malavija je od 17. do 19. stoletja podvržen arabskemu vplivu v vzhodni Afriki, medtem ko jug od 16. stoletja odkrivajo portugalski raziskovalci. Britansko kolonizacijo ozemlja omogočijo predhodna raziskovanja Davida Livingstona v letih 1859-1863. Spori okoli meja med britanskimi, nemškimi in portugalskimi kolonijami v vzhodni Afriki so rešeni konec 19. stoletja z ločenima sporazumoma med Veliko Britanijo in Nemčijo leta 1890 ter Veliko Britanijo in Portugalsko leta 1891. Istega leta Velika Britanija razglasi ozemlje Malavija za protektorat Njasa (od leta 1893 do 1907 Britanski srednjeafriški protektorat).
Leta 1944 se z ustanovitvijo Afriškega narodnega kongresa Njase - NANC združijo antikolonialne sile v boju za neodvisnost. Leta 1953 poskušajo Angleži z združitvijo Njase z Južno in Severno Rodezijo v Federacijo Rodezije in Njase obdržati belsko nadvlado na tem prostoru, vendar naletijo na močan odpor. Leta 1959 zaprejo vodjo in druge privržence NANC in prepovejo njihovo delovanje. Istega leta je ustanovljena nova Kongresna stranka Malavija - MCP, z istim političnim programom. Leta 1961 Angleži pod pritiskom spremenijo ustavo, ki daje več pravic črncem, izpustijo politične zapornike in izvedejo volitve v Zakonodajni svet, na katerih zmaga Dr. Hastings Kamuzu Banda in njegova MCP. Leta 1963 Njasa dobi polno avtonomijo s pravico do odcepitve od Federacije Rodezije in Njase, ki je tako dne 31. decembra 1963 razpadla z medsebojnim sporazumom njenih članic. Neodvisnost Njase je razglašena 6. julija 1964, ko ji je povrnjeno nekdanje ime Malavi.

## Geografija
Malavi je celinska država v jugovzhodni Afriki. Na severozahodu meji na Zambijo, na severovzhodu na Tanzanijo ter na jugu, jugozahodu in jugovzhodu na Mozambik. Preko države se od severa do zahoda razteza Veliki tektonski jarek, zahodno od njega pa leži jezero Malavi, ki tvori več kot tri četrtine vzhodne malavijske meje. Jezero Malavi včasih imenujejo tudi Koledarsko jezero, saj je okrog 365 milj (587 km) dolgo in 52 milj (84 km) široko. Iz južnega konca jezera odteka reka Shire in se v Mozambiku, okrog 400 km južneje, združi z reko Zambezi. V goratih območjih Malavija okrog Velikega tektonskega jarka se dvigujejo planote s povprečno nadmorsko višino od 900 do 1200 m, na severu pa nekatere dosežejo do 2400 m. Južno od Malavijskega jezera leži Širsko višavje, ki se polagoma dviga do okrog 900 m nad morjem. V tem območju dosežejo gorski vrhovi Zomba in Mulanje višino od 2100 do 3000 m.
Malavijsko podnebje je v nižinah na jugu vroče in v severnih višavjih zmerno. Višina namreč ublaži sicer ekvatorsko podnebje. Od novembra do aprila so temperature visoke, z ekvatorskim deževjem in viharji, ki so najmočnejši pozno marca. Po marcu količina dežja hitro upade, od maja do septembra pa z višavij nad planote potujejo vlažne megle. V teh mesecih skoraj ne dežuje.
Glavno mesto Malavija je Lilongve, trgovinsko središče in največje mesto v državi pa je Blantyre s čez 500,000 prebivalci.

## Demografija
Malavi ima skoraj 14 milijonov prebivalcev z letno stopnjo rasti 2,39 % po ocenah iz leta 2008. Značilna je visoka stopnja umrljivosti dojenčkov, pričakovana življenjska doba ob rojstvu pa znaša 43,45 let. Med prebivalstvom je zelo razširjen AIDS, s katerim naj bi leta 2003 živelo okrog 900.000 odraslih (14,2 % prebivalstva). Zaradi posledic okužbe vsako leto umre 84,000 ljudi (ocena leta 2003).
Zelo razširjene so tudi druge nalezljive bolezni, kot so bakterijska in protozojska diareja, hepatitis A, tifus, malarija, kuga in shistosomoza.
Prebivalstvo Malavija sestavljajo etnične skupine Čeva, Njanja, Tumbuka, Jao, Lomve, Sena, Tonga, Ngoni in Ngonde kot tudi azijsko in evropsko prebivalstvo. Po štetju leta 1998 je skoraj 80 % prebivalstva kristjanov, skoraj 13 % je muslimanov, preostali pa pripadajo drugim religijskim skupinam ali pa nobeni religiji. Govorijo se uradni jezik čevščina, ki ga uporablja čez 57 % prebivalstva, Činjanja (12,8 %), Čijao (10,1 %), Čitumbuka (9,5 %) in drugi domorodni jeziki.

## Kultura
Ime Malavi izvira od bantujskega ljudstva Maravi, ki je okrog 1400 n. št. odselilo iz območja južnega Konga. Po prihodu do severnega konca jezera Malavi se je skupnost razdelila na dve skupini, od katerih je ena potovala na jugo ob zahodnem bregu jezera in postala pleme Čeva, druga skupina, predniki današnjega plemena Njanja, pa je potovala ob vzhodni obali do južnega konca Malavija. Medplemenski spori in nadaljnje migracije so preprečevali nastanek edinstvene in kohezivne malavijske družbe vse do začetka 20. stoletja. V preteklem stoletju so se plemenske in etnične razlike toliko zmanjšale, da ni več večjih medplemenskih trenj, regionalne delitve pa se še vedno pojavljajo. Okrog večidel kmečkega ljudstva, ki je na splošno konzervativno in tradicionalno nenasilno, se je začel oblikovati koncept malavijske narodnosti.